# Ндіан (департамент)
Ндіан (фр. Ndian) — один з 6 департаментів Південно-Західного регіону Камеруну. Знаходиться в західній частині регіону, займаючи площу в 6 626 км².
Адміністративним центром департаменту є місто Мундемба (фр. Mundemba). На півдні омивається Біафрською затокою, межує з Нігерією на заході, а також департаментами: Манью (на півночі), Купе-Маненгуба (на північному сході), Меме (на сході і південному сході) та Фако (на півдні).

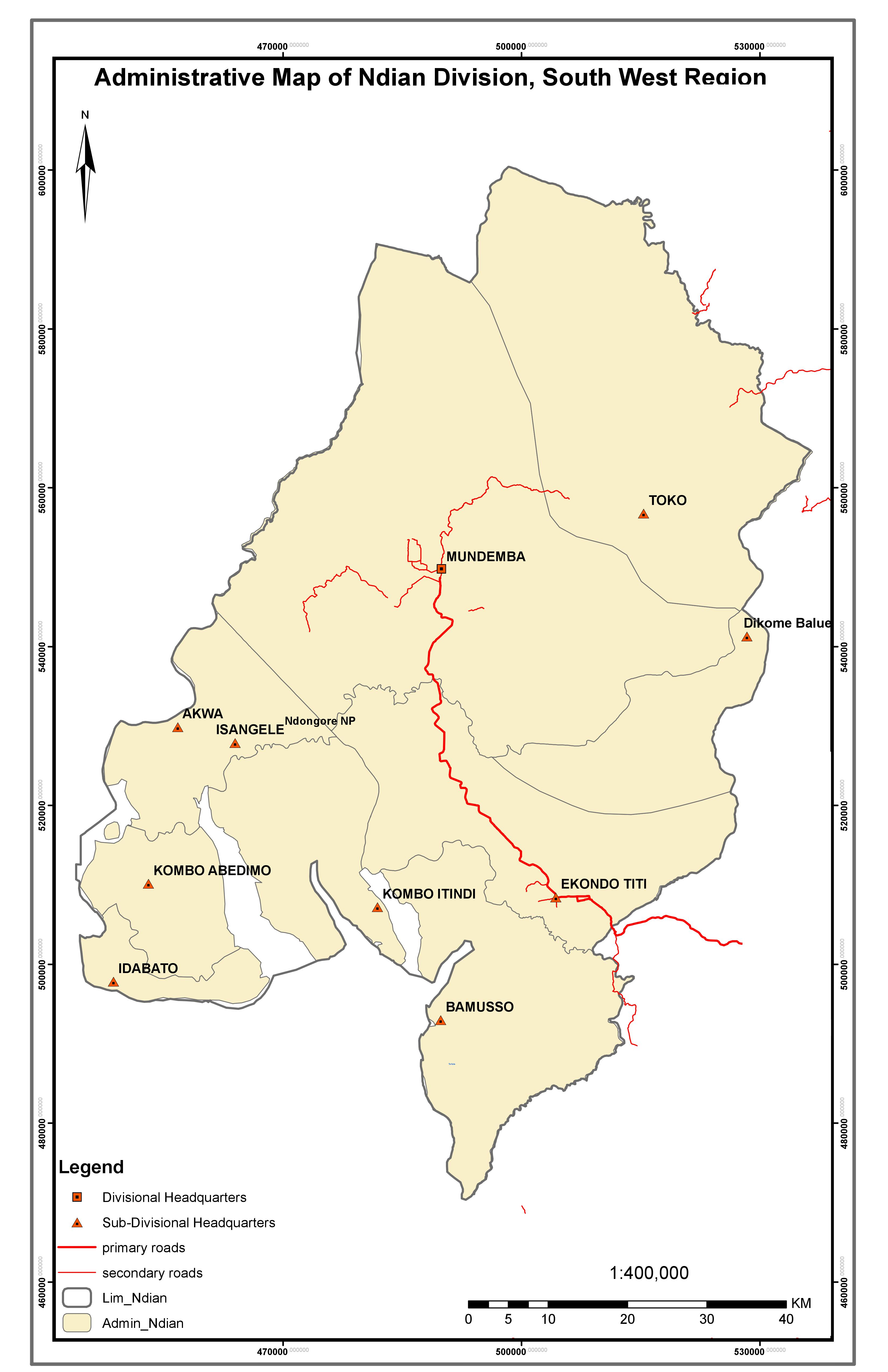
Департамент Ндіан

На півночі департаменту розташована південна частина національного парку Коруп.

## Адміністративний поділ
Департамент Ндіай підрозділяється на 9 комун:
1. Бамусо (фр. Bamuso)
2. Балюе (фр. Dikome-Balue)
3. Екондо-Тіті (фр. Ekondo-Titi)
4. Ідабато (фр. Idabato)
5. Ісангейль (фр. Isanguele)
6. Комбо-Абедимо (фр. Kombo-Abedimo)
7. Комбо-Мудемба (фр. Kombo-Idinti)
8. Мундемба (фр. Mundemba)
9. Токо (фр. Toko)